# دانشکده مهندسی کامپیوتر و فناوری اطلاعات دانشگاه صنعتی امیرکبیر
دانشکده مهندسی کامپیوتر و فناوری اطلاعات یکی از دانشکده‌های دانشگاه صنعتی امیرکبیر و یکی از ۹۰ دانشکدهٔ برتر کامپیوتر دنیا است
. این دانشکده با داشتن بیش از ۳۵ عضو هیئت علمی تمام وقت، در رشته‌های مهندسی کامپیوتر گرایش نرم‌افزار و سخت‌افزار و در رشته مهندسی فناوری اطلاعات، ۱۲۰ نفر دانشجوی کارشناسی، ۱۰۰ نفر کارشناسی ارشد و ۲۰ نفر دانشجوی دکترا می‌پذیرد. در این دانشکده در مقطع کارشناسی ارشد ۳ گرایش معماری سیستم‌های کامپیوتری، هوش مصنوعی و سیستم‌های نرم‌افزاری زیرمجموعه رشته مهندسی کامپیوتر و ۵ گرایش مدیریت سیستم‌های اطلاعاتی، تجارت الکترونیک، امنیت سیستم‌های اطلاعاتی، شبکه‌های کامپیوتری و سیستم‌های چندرسانه‌ای زیرمجموعه رشته مهندسی فناوری اطلاعات تدریس می‌شوند.

## اولین‌های دانشکده
- اولین فارغ‌التحصیل دکترای رشته مهندسی کامپیوتر کشور در سال ۱۳۸۱ در ایران.
- تدوین، تصویب و راه‌اندازی رشته مهندسی فناوری اطلاعات برای اولین بار در کشور در سال ۱۳۸۱.
- پذیرش اولین دوره دکترای مهندسی کامپیوتر در سال ۱۳۷۴ در ایران.
- پذیرش اولین دوره دکترای مهندسی فناوری اطلاعات در ایران.
- پذیرش اولین دوره دکترای مهندسی شبکه‌های کامپیوتری در ایران.
- پذیرش اولین دوره دکترای مهندسی امنیت اطلاعات در ایران.
- اولین و تنها دانشکده ارائه دهنده گرایش مهندسی سیستم‌های چند رسانه ای در رشته مهندسی فناوری اطلاعات در ایران.
- اولین دانشکده ارائه دهنده گرایش امنیت اطلاعات در رشته مهندسی فناوری اطلاعات در ایران.
- برگزاری اولین همایش دانشجوئی انجمن کامپیوتر ایران.
- برگزاری اولین کنفرانس بین‌المللی فناوری اطلاعات و دانش دی ماه ۸۲ (و دومین در خرداد ۸۴)
- برگزاری کنفرانس TEDx در فوریه ۲۰۱۳

## افتخارات
- قطب فناوری اطلاعات (IT) وزارت علوم.
- طراحی، ساخت و راه‌اندازی ابررایانه با عنوان طرح ملی ابر رایانه با استفاده از پردازنده‌های پنتیوم
- ارائه بیش از ۲۰۰۰ عنوان مقاله در کنفرانس‌های داخلی و خارجی توسط اعضای هیئت علمی
- ارئه بیش از ۲۲۰ عنوان مقاله در نشریات معتبر داخلی و خارجی توسط اعضای هیئت علمی
- فعالیت گروه‌های ممتاز علمی-دانشجویی در زمینه‌های ACM، روبوکاپ، حیات مصنوعی، بازی‌های رایانه ای
- عنوان بهترین برگزار کننده دوره‌های معماری و هوش مصنوعی و شبکه در میان دانشگاه‌ها

### مقام‌های مسابقاترباتیک
سال ۲۰۰۳ مسابقات جهانی ربوکاپ ایتالیا - پادوا
- کسب مقام سوم در شبیه‌سازی امداد
- کسب مقام هفتم در شبیه‌سازی فوتبال دو بعدی

سال ۲۰۰۴ مسابقات جهانی ربوکاپ پرتغال-لیسبون
- کسب مقام اول در شبیه‌سازی فوتبال سه بعدی
- کسب مقام اول در طراحی مهندسی شبیه‌سازی امداد

سال ۲۰۰۵ مسابقات جهانی ربوکاپ ژاپن
- کسب مقام سوم در شبیه‌سازی مربی‌گری فوتبال

سال ۲۰۰۶ مسابقات جهانی ربوکاپ آلمان
- کسب مقام پنجم در شبیه‌سازی امداد
- کسب مقام چهارم در شبیه‌سازی فوتبال سه بعدی

سال ۲۰۱۲ مسابقات جهانی ربوکاپ مکزیک
- کسب مقام دوم در شبیه‌سازی امداد
- دانشکدهٔ دوم کشور در زمینهٔ مهندسی کامپیوتر طبق گزارش وزارت علوم.

## استادان دانشکده
- دکتر رضا صفابخش
- دکتر احمد عبدالله زاده بارفروش
- دکتر محمدرضا میبدی
- دکتر محمد رحمتی
- دکتر مهدی دهقان تخت فولادی
- دکتر محمد مهدی عبادزاده
- دکتر مرتضی صاحب الزمانی
- دکتر حسین پدرام
- دکتر محمد کاظم اکبری فتیدی
- دکتر سیاوش خرسندی
- دکتر محمدرضا رززازی
- دکتر حمیدرضا زرندی
- دکتر مهران سلیمان فلاح
- دکتر بابک صادقیان
- دکتر مهدی صدیقی
- دکتر محمد مهدی همایون پور
- دکتر مسعود صبائی
- دکتر علیرضا باقری
- دکتر شهرام خدیوی
- دکتر مهدی راستی
- دکتر مهدی شجری
- دکتر حمیدرضا شهریاری
- دکتر سعید شیری قیداری
- دکترسید مجید نورحسینی
- دکتر احمد نیک آبادی
- دکتر سید علیرضا هاشمی گلپایگانی
- دکتر احمد آقا کاردان
- دکتر بهادر بخشی اسکانرود
- دکتر مریم امیرمزلقانی
- دکتر محمود ممتازپور
- دکتر سید رسول موسوی
- دکتر مریم امیرحائری
- دکتر سعیده ممتازی
- دکتر بهمن پوروطن
- دکتر احسان ناظرفرد
- دکتر سید مهدی نصری

## آزمایشگاه‌های پژوهشی فعال
- آزمایشگاه تحقیقاتی بینایی ماشین
- آزمایشگاه تحقیق و توسعه سیستم‌های نرم‌افزاری
- آزمایشگاه سیستم‌های هوشمند
- آزمایشگاه تحقیقاتی فناوری‌های پیشرفته در یادگیری الکترونیکی
- آزمایشگاه تحقیقاتی سیستم‌های هوشمند چندرسانه ای
- آزمایشگاه تحقیقاتی توسعه سیستم‌های اطلاعاتی
- آزمایشگاه تحقیقاتی توسعه سیستم‌های مبتنی بر FPGA
- آزمایشگاه تحقیقاتی الگوریتم و هندسه محاسباتی
- آزمایشگاه تحقیقاتی امنیت داده‌ها
- آزمایشگاه تحقیقاتی شبکه‌های کامپیوتری پیشرفته
- آزمایشگاه تحقیقاتی شبکه‌های کامپیوتری سرعت بالا
- آزمایشگاه تحقیقاتی شبکه‌های بی‌سیم
- آزمایشگاه تحقیقاتی شبکه‌های حسگر
- آزمایشگاه تحقیقاتی تحلیل و طراحی سیستم‌های اتکاپذیر
- آزمایشگاه تحقیقاتی روباتیک
- آزمایشگاه تحقیقاتی روشهای نوین در معماری کامپیوتر
- آزمایشگاه تحقیقاتی سیستم‌های هوشمند بلادرنگ
- آزمایشگاه تحقیقاتی سیستمهای کامپیوتری امن
- آزمایشگاه تحقیقاتی سیستم‌های هوشمند
- آزمایشگاه تحقیقاتی شناسایی الگو و پردازش تصاویر
- آزمایشگاه تحقیقاتی طراحی خودکار سیستمهای دیجیتال
- آزمایشگاه تحقیقاتی فرمالیزم سیستم‌های امنیتی
- آزمایشگاه تحقیقاتی محاسبات ابری
- آزمایشگاه تحقیقاتی محاسبات زیستی و سیستمهای هوشمند فازی
- آزمایشگاه تحقیقاتی محاسبات نرم
- آزمایشگاه تحقیقاتی پردازش موازی
- آزمایشگاه تحقیقاتی طراحی و تحلیل سیستمهای امن
- آزمایشگاه تحقیقاتی فناوریهای نوین در سیستمهای دیجیتال
- آزمایشگاه تحقیقاتی فناوری زبان انسانی و یادگیری ماشین

## پیوندها
- سایت دانشکده